# ジョゼフ・バンクス・ライン
ジョゼフ・バンクス・ライン（英語: Joseph Banks Rhine、1895年9月29日 - 1980年2月20日）は、「近代超心理学の父」と言われるアメリカ合衆国の超心理学者。デューク大学教授。超能力を歴史上初めて科学的に探求しようとした人物である。

## 生い立ち
1895年にペンシルベニア州のウォータールーで生まれる。幼年時代はオハイオ州の小さな町で過ごした。2年間海兵隊に勤務した後、シカゴ大学に入り1922年に卒業した。その後シカゴ大学で植物学の博士号をとり、一時ウェスト・バージニア大学で植物学を教えた。若い頃はプロテスタントの聖職者になろうと考えたこともあったという。1920年代の初め、妻のルイーザとともにアーサー・コナン・ドイルの心霊学に関する講演会に出席し感銘を受けた。この後、ライン夫妻は心霊学の著述と研究に没頭することになる。
1927年にデューク大学の実験助手となり、ウィリアム・マクドゥーガル博士のもとで心霊学的な力を研究した。1928年には同大学の教授になり、1940年からは同大学の「超心理学研究所」の所長をつとめた。

## 研究成果
ラインは著書や論文でESP（「超感覚的知覚」extra-sensory perception テレパシーや千里眼など）はESPカードを使った数百万回にのぼるテストによって、合理的な疑問を1つも残すことなく証明されたと主張している。後に、ラインはPK（「心による運動」psychokinessis 念力）と名付けた別の超心理学的現象に注目を移した。これは、精神が物質をコントロールする能力であるという。彼は手あるいは機械で投げられたサイコロの面に被験者の意識を集中すると、確率法則の割合よりも多くその面がでることを確認したという。
ラインはESPもPKも時間と空間の制約を受けないという。これはラインを悩ませた。なぜなら、テレパシーの実験をする場合に、純粋なテレパシーなのかそれとも未来を見ているのか不明だからである。また、ラインは動物も超心理学的能力を持つという。

## 肯定的評価
湯浅泰雄によれば、アメリカ数理研究所の特別委員会で行われた審査によってラインの統計的手法に不備が無かったことが認められている、とのことである。

## 批判
ラインの実験結果が、科学界によって再現されたことはない。懐疑的な科学者たちが何回も実験を行った。
ラインの実験に対する追試は何度も行われたが、彼の発見を確認した科学者は、ごく少数の例外を除いて強い心霊学的現象への信仰を持った人ばかりだった。ラインはこれを実験家の態度が被験者に影響をおよぼすとした。これについては、超能力を検証する実験に立ち会う試験者が超能力を信じていない場合は超能力が発動しないという仮説（山羊・羊効果）まである。
多くの心理学部門でラインの実験を再現できなかった。プリンストン大学のW・S・コックスは132人の被験者で25,064回のESPカードの実験を実施し、超感覚的知覚が存在するという証拠はないとし、ラインの結果との一致しない理由には、実験の手順か被験者に違いがあるとした。さらに4つの部門において、ラインの結果を再現できなかった。ジェームス・チャールズ・クラムボーも、この時点（1938年）で結論が出たと思ったし、1940年までに自分も何度か追試し再現できなかった。
ラインは1940年に日本語で『60年後の超感覚的知覚』という意味の本を出版して、自分の実験結果に対して、もっと別の要因がはたらいたと考えるべきだとしたが、実験者との仕切りがないとか、メガネや目の角膜にカードが映ってしまう可能性、カードの裏から記号が見えるような作りだとか、カードの汚れなどから記号を覚えることができるとか批判が寄せられ、さらには助手が数字を書き換えていたという不正行為の目撃談も寄せらるようになった。
ラインによる念力に実験は、別の科学者によって再現されなかった。ジョン・スラデックによれば、サイコロは削れるだけでなく、歪みのないサイコロでも何度も振れば偏りを示すことがあるため、カジノではサイコロをちょくちょく回収するのだが、ラインは同じサイコロを使い続けた。
また、ラインはESPカードを被験者が当てられなかった場合でも、「抜け穴」を準備していると批判された。それは、現在のカードではなく一つ前のカードや一つ後のカードを見ていると言うのだ。また、全く当てることができない場合も、精神状態になんらかの異常（疲れている、勉強の悩みがある、病気だった…など）があるか、カードやサイコロを「嫌い」だから当てられなかったとしてスコアーを操作した。
ラインの実験について、特別に実験に偶然成功した人を単に選別しているだけだとする批判がある。数段階のテストでふるいにかけられた被験者は、他にふるいおとされた多数の人の存在を知らず、実験者に喜びを伝え、実験家はそれを受けて情熱あふれる論文を書き、それをラインが引用し、いかにも実験全体が成功しているように見えるというのである。実際、数段階のテストをパスして成功者と見なされた人も、さらにテストを続けるとその能力は発揮できていないように見える。しかし、これは確率論にてらせば当たり前のことである。（大数の法則）
また、ESPを信じている実験者は実験の結果をESPが存在する方向に記録をゆがめる可能性を指摘されている。これを受けてラインは録音をしたり、写真に撮ったりしたが、その結果、実験結果はESPが発見される度合いが減った。「細密な用心は犠牲を要求する」とラインは主張したが、細密でない記録は科学的でないことは言うまでもない。
ジェームス・アルコックは2011年に自著で、ラインの実験手法上の問題が明らかとなったので、超心理学者はもはやカード実験を実施していないし、ラインの研究を参照することもほとんどないと書いている。

## 著書
- （ジョセフ・ゲイザー・プラット（英語版）との共著）『超心理学概説―心の科学の前線』（大学の教科書用に書かれたもの） 湯浅泰雄訳 ISBN 4-87960-002-4